# توميسلاف كارلو
توميسلاف كارلو (بالكرواتية: Tomislav Karlo)‏ (مواليد 21 ديسمبر 1970) هو سبّاح كرواتي، مثّل بلاده في الألعاب الأولمبية الصيفية 1996.

## روابط خارجية
توميسلاف كارلو على موقع الاتحاد الدولي للسباحة (الإنجليزية)
- توميسلاف كارلو على موقع أوليمبيديا (الإنجليزية)